# Cristina Fallarás
Cristina Fallarás, née le 18 mars 1968  à Saragosse, est une romancière et journaliste espagnole.
Elle étudie la science de l'information à l'université autonome de Barcelone et a travaillé comme journaliste pour la Cadena SER, El Mundo, El Periódico de Catalunya, la Radio Nacional de España (Ràdio 4) et le journal ADN, aujourd'hui disparu.
Enceinte de huit mois, elle est licenciée en 2008 du journal où elle est sous-directrice. Elle est expulsée de chez elle en novembre 2012, pour cause d'impayés des loyers. Elle raconte sa chute, faisant le parallèle avec les difficultés dans son pays, dans un roman qui gagne le prix Hammett 2012 du meilleur roman policier en langue espagnole.
D'après Libération, elle est surtout connue comme leader féministe. En 2011, elle dépeint dans son roman Las Niñas Perdidas (Deux petites filles) les agressions de plusieurs victimes d’inceste. En 2018, lors du procès de cinq hommes ayant violé une jeune fille inconsciente à cause de l'alcool pendant les fêtes de Pampelune en juillet 2016, elle lance le hashtag #Cuéntalo (« raconte-le »). En août 2023, après que Luis Rubiales, le président de la Fédération espagnole de football, a embrassé publiquement sur la bouche Jenni Hermoso, l'une des joueuses de l'équipe nationale, sans son consentement, Cristina Fallarás lance la campagne #SeAcabó (« ça suffit », « c'est fini »), suscitant les témoignages de dizaines de milliers de victimes[réf. nécessaire]. En 2024, elle publie le livre No publiques mi nombre (« Ne publie pas mon nom »), qui contient 1 500 témoignages qu'elle a reçus par son compte Instagram, de femmes qui veulent rester anonymes et dénoncent des violences d'hommes (harcèlement, abus, agressions sexuelles, viol). Elle affirme avoir été abusée pendant plusieurs années pendant son enfance, par un membre de sa famille censé la protéger.
Le 24 octobre 2024, Íñigo Errejón se retire de la vie politique après la publication par Cristina Fallarás, dans son compte Instagram, de témoignages de femmes qui l'accusent d'agressions sexuelles,.

## Œuvres
- La otra Enciclopedia Catalana, Belacqua, 2002
- Rupturas, Urano, 2003
- No acaba la noche, Planeta, 2006
- Así murió el poeta Guadalupe, Alianza, 2009
- Las niñas perdidas, Roca Editorial, 2011 - prix Dashiell Hammett 2012
- Últimos días en el Puesto del Este, DVD ediciones, 2011
- Honrarás a tu padre y a tu madre, Anagrama, 2018
- Ahora contamos nosotras, Anagrama, 2019
- Posibilidad de un nido, Esto No Es Berlín, 2020
- El evangelio según María Magdalena, Penguin Random House, 2021

## Œuvres traduites en français
- Deux petites filles, (« Las niñas perdidas »), trad. de René Solis, Paris, éditions Métaillé, coll. « Bibliothèque hispanique », 2013, 213 p.  (ISBN 978-2-86424-909-2)[4]
- L'évangile selon Marie-Madeleine.